# 손미나의 여행노트
손미나의 여행노트는 KBS 제1라디오에서 방송했던 라디오 여행 프로그램이다.
진행자는 아나운서 출신, 작가 손미나이며, 방송시간은 매주 토요일 밤 8시 5분부터 밤 8시 56분까지다.
| KBS 1라디오 토요일 프로그램   |                   |                                       |
| 이전                          | 손미나의 여행노트 | 다음                                  |
| 주말 뉴스 매거진 태의경입니다 | 손미나의 여행노트 | KBS 뉴스 9 (1TV 수중계) 스포츠 스포츠 |
|                               |                   |                                       |
|                               |                   |                                       |